# Pacific Deterrence Initiative
Pacific Deterrence Initiative (PDI) är ett amerikanskt federalt program som ska förmildra och dämpa hotet från Kina och dess militär i Asien- och Stillahavsregionerna, främst väster om datumgränsen, med ökad amerikansk närvaro.

## Historik
År 2014 hade USA startat upp det federala programmet European Deterrence Initiative för att dämpa hotet från Ryssland på den europeiska kontinenten. År 2021 ville USA:s kongress göra något liknande för Asien- och Stillahavsregionerna på grund av Kina och dess framfart i de berörda områdena. Programmet inkluderades för första gången i National Defense Authorization Act for Fiscal Year 2021. Talesperson för Folkrepubliken Kinas försvarsministerium fördömde detta med att hävda PDI var ett direkt hot mot Kina och dess politik på flera plan och på sikt också mot ländernas relation med varandra. I januari 2024 drev USA:s kongress igenom National Defense Authorization Act for Fiscal Year 2024, där 14,7 miljarder amerikanska dollar skulle fördelas mellan PDI och ett nytt systerprogram med namnet Indo-Pacific Campaigning Initiative.

## Budget
| - 2021: ▬ 2,2 miljarder dollar - 2022: ▲ 7,1 miljarder dollar - 2023: ▲ 11,5 miljarder dollar | - 2024: ▼ 9,7 miljarder dollar - 2025: ▲ 9,9 miljarder dollar |